# Талая Петруниха

Талая Петруниха — река в России, протекает в Красновишерском районе Пермского края. Устье реки находится в 7 км по левому берегу реки Петруниха. Длина реки составляет 12 км.
Исток реки на холмах Полюдова Кряжа в 22 км к северу от Красновишерска. Исток находится близ границы Красновишерского и Чердынского районов. Река течёт на юг среди холмов, покрытых елово-берёзовой тайгой. Впадает в Петруниху севернее горы Полюдов Камень.

## Данные водного реестра
По данным государственного водного реестра России относится к Камскому бассейновому округу, водохозяйственный участок реки — Кама от водомерного поста у села Бондюг до города Березники, речной подбассейн реки — бассейны притоков Камы до впадения Белой. Речной бассейн реки — Кама.
По данным геоинформационной системы водохозяйственного районирования территории РФ, подготовленной Федеральным агентством водных ресурсов:
- Код водного объекта в государственном водном реестре — 10010100212111100004884
- Код по гидрологической изученности (ГИ) — 111100488
- Код бассейна — 10.01.01.002
- Номер тома по ГИ — 11
- Выпуск по ГИ — 1